# Стаксель

Положення стакселя

Ста́ксель (нід. stagzeil — «штагове вітрило») — основне з передніх косих вітрил, що ставляться по штагу чи леєру між щоглами, а також перед фок-щоглою. Вітрильне судно з кількома щоглами може нести до 4 груп стакселів. У яхт стаксель підіймається на форштазі. У разі постановки кількох передніх косих вітрил (у сучасній яхтовій традиції) перше у ніс від щогли іменується стаксель, наступні в ніс від нього — клівери.
Стаксель кріпиться до штага чи стаксель-леєра дерев'яними чи металевими кільцями-раксами або тросом-слаблінем, що проходить через люверси косої шкаторини вітрила й огинає штаг (леєр). На яхтах стаксель кріпиться до штага частіше карабінами. Для підйому стакселя використовують стаксель-фал, для спуску — стаксель-нірал.
Великий стаксель також називають генуя. Найнижчий стаксель на штазі бізань-щогли називається апсель. При слабкому вітрі підіймають збільшений стаксель — дрифтер. На шхунах і бригантинах може використовуватися рибальський стаксель, що на відміну від інших стакселів має трапецієподібну форму.
При роботі з гротом, працює в режимі передкрилка, збільшуючи тягу грота за рахунок прискорення потоку повітря між стакселем та гротом — на зовнішній поверхні грота.

## Розташування
Залежно від місцерозташування на судні, розрізняють грот-бом-брам-стаксель, грот-брам-стаксель, грот-стень-стаксель (між фок- і грот-щоглами), крюйс-брам-стаксель, крюйс-стень-стаксель (між грот- і бізань-щоглами), фока-стаксель, фор-стень-стаксель (перед фок-щоглою).
|  | 1. апсель 2. крюйс-стень-стаксель 3. крюйс-брам-стень-стаксель 4. крюйс-бом-брам-стень-стаксель 5. крюйс-трюм-стень-стаксель 6. грота-стаксель 7. грот-стень-стаксель 8. грот-брам-стень-стаксель 9. грот-бом-брам-стень-стаксель 10. грот-трюм-стень-стаксель 11. фока-стаксель 12. фор-стень-стаксель 13. клівер 14. бом-кливер 15. летючий клівер |

### На сучасних яхтах
На бермудських шлюпах стаксель — основне з передніх косих вітрил, встановлений на грота-штагу.
При встановленні кількох передніх косих вітрил перший від щогли називається стакселем, а встановлені спереду нього — кліверами.
На курсі фордевінд одночасно можуть ставитися два стакселі-«близнюки» на різних бортах. Така постановка стакселів є альтернативою спінакеру або генакеру.